# Thiago Neves
Thiago Neves, född den 27 februari 1985 i Curitiba, är en brasiliansk fotbollsspelare, mittfältare i Al Jazira Club. Han spelar även för det brasilianska fotbollslandslaget.

## Klubbar
- Paraná Clube 2005
- Vegalta Sendai 2006
- Fluminense 2007–2008
- Hamburger SV 2008–2009
- Fluminense 2009 (lån)
- Al-Hilal 2009-2011
- Flamengo 2011 (lån)
- Fluminense 2012-2013
- Al-Hilal 2013-2015
- Al Jazira Club 2015-